# Mampato (revista)
La revista Mampato fue una publicación chilena dirigida a los públicos infantil y juvenil, creada en 1968 por el dibujante Eduardo Armstrong Aldunate y publicada por editorial Lord Cochrane. Además, el título fue usado entre 1950 y agosto de 1973 por El Mercurio como título para su sección secundaria de historietas, que se publicaba todos los miércoles.

## Trayectoria
El primer ejemplar, de 56 páginas, apareció el 30 de octubre de 1968; de carácter inicialmente quincenal, pasó a semanal el 14 de abril de 1971, y se publicó hasta el 25 de enero de 1978 (ejemplar N.º 418). En dicha revista aparecía la tira cómica Mampato.
Su primer director fue Eduardo Armstrong, quien la condujo hasta su muerte en 1973. Posteriormente, asumieron el cargo la ahora famosa escritora Isabel Allende Llona (1973-1974), Sergio Araos Bruna (1974), Vittorio di Girolamo (1974-1975), Renzo Pecchenino "Lukas" (1975-1976), Isabel Wachholtz Buchholtz (1976-1977) y Nicolás Velasco del Campo (1977-1978).

## Contenido
La historieta Mampato era la sección más importante de la revista. Además se incluían otras historietas de Themo Lobos, como Máximo Chambónez, Cicleto, Ferrilo, etc. Sus primeros ejemplares dosificaban el entretenimiento (galerías de estrellas, puzles, hobbies) con material educativo (biografías, una serie sobre los planetas, flora y fauna del mundo, una serie geográfica bautizada como «Rincones del Mundo» y un álbum de historia de Chile). Destacaron las series educativas «Chile de Punta a Cabo», la Segunda Guerra Mundial, Historia del arte, Historia de la música y, especialmente, Historia del hombre, que fue recopilada en cuatro libros.
Trabajaron o colaboraron allí los dibujantes Themo Lobos, Óscar Vega (Oskar), Máximo Carvajal, Mario Igor, Julio Berríos (Juber), Néstor Espinoza y Lincoln Fuentes, entre otros.
La publicación también incluyó versiones en español de historietas europeas aparecidas en las revistas Pilote y Tintín, como Dan Cooper, Tunga, La Tribu Terrible y Luc Orient. En su agonía, la revista incorporó las aventuras de Asterix, pero solo alcanzó a publicar dos capítulos de la historia Obelix y Compañía.
| Números | Aventura de Mampato            | Guionista         | Dibujante   | Notas                                                               | Ref.          |
| ------- | ------------------------------ | ----------------- | ----------- | ------------------------------------------------------------------- | ------------- |
| 1-11    | El cinto espacio-temporal      | Eduardo Armstrong | Oskar       | 30 de octubre de 1968. Revista quincenal.                           | [ 2 ] [ 3 ]   |
| 1-11    | El cinto espacio-temporal      | Themo Lobos       |             | 30 de octubre de 1968. Revista quincenal.                           | [ 2 ] [ 3 ]   |
| 12-22   | Kilikilis y Golagolas          | Themo Lobos       | Themo Lobos |                                                                     | [ 4 ] [ 5 ]   |
| 23      | Mampato en la escuela          | Themo Lobos       | Themo Lobos | Aventura completa                                                   | [ 4 ]         |
| 24-34   | Mampato contra los Verdines    | Themo Lobos       | Themo Lobos | N.º 27 edición primer aniversario, incluye historia especial "Ogú". | [ 7 ] [ 8 ]   |
| 35-45   | La corte del rey Arturo        | Themo Lobos       | Themo Lobos |                                                                     | [ 9 ] [ 10 ]  |
| 46-56   | Morgana la hechicera           | Themo Lobos       | Themo Lobos | N.º 52 edición segundo aniversario.                                 | [ 12 ] [ 13 ] |
| 57-68   | Rena en el siglo XL            | Themo Lobos       | Themo Lobos | Revista semanal desde el N.º 64                                     | [ 15 ] [ 16 ] |
| 69-80   | Bromisnar de Bagdad            | Themo Lobos       | Themo Lobos |                                                                     | [ 17 ] [ 18 ] |
| 81-92   | ¡Sésamo, abre!                 | Themo Lobos       | Themo Lobos |                                                                     | [ 19 ] [ 20 ] |
| 93-104  | Mata-ki-te-rangui              | Themo Lobos       | Themo Lobos | N.º 93 edición tercer aniversario.                                  | [ 22 ] [ 23 ] |
| 105-116 | En el Congo                    | Themo Lobos       | Themo Lobos |                                                                     | [ 24 ] [ 25 ] |
| 117-128 | El cementerio de los elefantes | Themo Lobos       | Themo Lobos |                                                                     | [ 26 ] [ 27 ] |
| 129-140 | La Reconquista                 | Themo Lobos       | Themo Lobos |                                                                     | [ 28 ] [ 29 ] |
| 141-152 | El cruce de los Andes          | Themo Lobos       | Themo Lobos | N.º 145 edición cuarto aniversario.                                 | [ 31 ] [ 32 ] |
| 153-164 | El palito mágiko               | Themo Lobos       | Themo Lobos |                                                                     | [ 33 ] [ 34 ] |
| 165-171 | La Atlántida                   | Oskar             | Oskar       |                                                                     | [ 35 ] [ 36 ] |
| 172-183 | El árbol gigante               | Themo Lobos       | Themo Lobos |                                                                     | [ 37 ] [ 38 ] |
| 176-196 | La rebelión de los mutantes    | Themo Lobos       | Themo Lobos | N.º 196 edición quinto aniversario.                                 | [ 40 ] [ 41 ] |
| 197-205 | El planeta maligno             | Oskar             | Oskar       |                                                                     | [ 42 ] [ 43 ] |
| 206-228 | Far West                       | Themo Lobos       | Themo Lobos |                                                                     | [ 44 ] [ 45 ] |
| 229-240 | Los vikingos                   | Themo Lobos       | Themo Lobos |                                                                     | [ 46 ] [ 47 ] |
| 241-249 | Neptuno                        | Oskar             | Oskar       |                                                                     | [ 48 ] [ 49 ] |
| 250-257 | El piloto loco                 | Themo Lobos       | Themo Lobos |                                                                     | [ 46 ] [ 50 ] |
| 267-278 | Balleneros                     | Themo Lobos       | Themo Lobos |                                                                     | [ 51 ] [ 52 ] |
| 279-291 | Kolofón                        | Oskar             | Oskar       |                                                                     | [ 53 ] [ 54 ] |
| 292-303 | Balleneros parte 2             | Themo Lobos       | Themo Lobos |                                                                     | [ 55 ] [ 56 ] |
| 304-321 | Amenaza submarina              | Themo Lobos       | Themo Lobos |                                                                     | [ 57 ] [ 58 ] |
| 322-331 | Mampato y los piratas          | Oskar             | Oskar       |                                                                     | [ 59 ] [ 60 ] |
| 332-345 | Mampato y los griegos          | Themo Lobos       | Themo Lobos |                                                                     | [ 61 ] [ 62 ] |
| 346-348 | Los Neutrinos                  | Oskar             | Oskar       |                                                                     | [ 63 ] [ 64 ] |
| 349-353 | Amenaza cibernética            | Themo Lobos       | Themo Lobos |                                                                     | [ 65 ] [ 66 ] |
| 354-365 | Mampato y el Olimpo            | Themo Lobos       | Themo Lobos |                                                                     | [ 67 ] [ 68 ] |
| 366-377 | Los Suterones                  | Themo Lobos       | Themo Lobos |                                                                     | [ 69 ] [ 70 ] |
| 378-399 | Los Mosqueteros                | Themo Lobos       | Themo Lobos |                                                                     | [ 71 ] [ 72 ] |
| 400-418 | El huevo                       | Themo Lobos       | Themo Lobos | La revista termina con el N.º 418.                                  | [ 73 ] [ 74 ] |